# 3-metilhexano
El 3-metilhexano es un alcano de cadena ramificada con fórmula molecular C7H16.

## Isómeros
El 3-metilhexano presenta dos isomeros ópticos enantiómeros entre sí: el (S)-3-metilhexano y el (R)-3-metilhexano.